# Solre-le-Château
Solre-le-Château és un municipi francès, situat a la regió dels Alts de França, al departament del Nord. L'any 2006 tenia 1.819 habitants. Es troba a 100 km de Lilla i de Brussel·les (B), a 45 km de Valenciennes, a 40 km de Mons i Charleroi (B), i a 14 km d'Avesnes-sur-Helpe, Maubeuge i Fourmies.

## Demografia
| 1962                                       | 1968  | 1975  | 1982  | 1990  | 1999  | 2006  |
| ------------------------------------------ | ----- | ----- | ----- | ----- | ----- | ----- |
| 2.005                                      | 2.050 | 2.142 | 2.153 | 1.951 | 1.861 | 1.834 |
| Des de 1962: població sense dobles comptes |       |       |       |       |       |       |

## Administració
| Període | Identitat     | Partit |
| ------- | ------------- | ------ |
| 2001-   | Philippe Lety | PS     |